# Panayam
Panayam es una ciudad censal situada en el distrito de Kollam en el estado de Kerala (India). Su población es de 25607 habitantes (2011). Se encuentra a 9 km de Kollam y a 71 km de Trivandrum.

## Demografía
Según el censo de 2011 la población de Panayam era de 25607 habitantes, de los cuales 12267 eran hombres y 13340 eran mujeres. Panayam tiene una tasa media de alfabetización del 94,63%, superior a la media estatal del 94%: la alfabetización masculina es del 96,96%, y la alfabetización femenina del 92,49%.